# Molophilus tasioceroides
Molophilus tasioceroides är en tvåvingeart som beskrevs av Alexander 1930. Molophilus tasioceroides ingår i släktet Molophilus och familjen småharkrankar. Inga underarter finns listade i Catalogue of Life.